# 加藤和樹
加藤和樹（1984年10月7日—）是日本男歌手與演員、聲優。出生於日本愛知縣名古屋市，身高181公分。在2006年出演《假面騎士KABUTO》及2007年的《魚干女又怎樣/ホタルノヒカリ》後，廣為人熟知。

## 概要

### 來歷
- 2002年參加雜誌《JUNON SUPER BOY》選拔並於2003年出道。
- 2005年參演網球王子舞台劇，飾演跡部景吾。在所有的参演者中特別受到女性歡迎。
- 2006年4月26日首次發行小型專輯「RoughDiamond 」，正式開始歌手的生涯。
- 2006年5月5日在澁谷0－West舉辦「Kazuki Kato Live"GIG"2006」。以新人之姿在5分鐘內Sold out，成為了話題。
- 之後發行的第一張單曲「Vampire/ユメヒコウキ」獲得ORICON第16名。
- 2006年10月28日起，全國7個都市的「Kazuki Kato Live"GIG"2006 　GLAMOROUS ATTACK TOUR 」巡迴演出 。並於 11 月 27 日在SHIBUYA-AX 舉辦追加公演。
- 2007年4月6日起，全國8個都市的「Kazuki Kato Live"GIG"2007 ～FACE ～TOUR 」巡迴演出。
- 2007年4月26日以歌手出道1周年，在澁谷公會堂舉辦「Kazuki Kato 1st Anniversary Special Live"GIG"2007 」。
- 2007年6月13日，移籍到avex。
- 2007年7月25日發行移籍第二彈單曲「instinctive love」」，獲得ORICON第9名。
- 寫著「加藤和樹って誰？」海報的卡車以東京、川崎為中心行駛，引發了許多話題。
- 2007年10月3日發行移籍第二彈單曲「impure love」，獲得ORICON第8名。
- 2007年10月13日在日比谷野外音樂堂舉辦「BATTLE HIBIYA－YAON」。總共動員了3100人。
- 2008年2月17日起，全国9個都市的「Kazuki Kato Live"GIG"2008TOUR-in LOVE」巡迴演出。
- 2008年4月28日在日本武道館舉辦出道的2周年「Kazuki Kato Live "GIG"2008-SCRAP & BUILD」。共動員5500人。
- 2008年8月10日起，和THE DRASTICS & DAIZO聯合舉行巡迴LIVE「Fighting Road Tour 2008」。
- 2008年12月17日在新木場STUDIO COAST舉辦「Kazuki Kato Live "GIG"2008～One Night Only～」
- 2009年3月4日，預定發行移籍波麗佳音的第一彈單曲「Venom」
- 2009年4月25日，將在日比谷野外音樂堂舉辦「Kazuki Kato　3rd ANNIVERSARY SPECIAL LIVE "GIG"2009〜Shining Road〜」
- 2010年12月12日，將在新木場STUDIO COAST舉辦「Kazuki Kato LIVE "GIG"2010-It's My Life-」
- 2011年12月7號與伊達幸志組成兩人團體JOKER

### 人物
- 興趣：散歩、彈吉他、泡澡
- 特技：後空翻、跳高、籃球、游泳、棒球、網球、田徑(短跑、跨欄)
- 喜歡的食物：拉麵
- 喜歡恐怖電影及恐怖小說
- 最喜歡秋天，也喜歡金木犀的香味
- 從小學開始打籃球，國中及高中曾當過社長
- 愛犬kai(海)，品種是柴犬，目前飼養在名古屋的家
- 曾飼養母蜜袋鼯，名字是Peach。在2019年11月26日去世，並於同月28日在本人的blog與twitter發表消息。
- 與同事務所的後輩Takuya交情很好，有著兄弟般的關係
- 雖然在『假面騎士kabuto』中，演出了風間大介一角，但是同時也有其他的工作，沒有辦法做長期的正規演出。在同作品中的正規演員裡，出場率較少
- 尊敬的藝人是B'z的稻葉浩志。
- 現時主要是以歌手活動為主。
- 在『家庭教師HITMAN REBORN!』中也初次挑戰了聲優的工作。

## 唱片

### 單曲
1. Vampire／ユメヒコウキ(2006年10月18日)
  1. Vampire
  2. ユメヒコウキ
  3. Vampire(karaoke)
  4. ユメヒコウキ(karaoke)
  5. 僕らの未来～3月4日～(1st Live Special Version)
2. そばにいて(2007年2月7日)
  1. そばにいて
  2. リアル
  3. そばにいて(karaoke)
  4. リアル(karaoke)
3. instinctive love(2007年7月25日)※移籍艾迴第1彈
  1. instinctive love
  2. melody
  3. Venus(Meet the Drastics Live Session)※普通版額外收入歌曲
  4. instinctive love(instrumental)
  5. melody(instrumental)
4. impure love(2007年10月3日)※移籍艾迴第2彈
  1. impure love
  2. Shining Road
5. Venom(2009年3月4日)※移籍波麗佳音第1彈
  1. Venom
  2. Oh Yeah! Go Way!
  3. Chain Of Love※普通版額外收入歌曲
  4. Venom(Instrumental)
  5. Oh Yeah! Go Way!(Instrumental)
  6. Chain Of Love(Instrumental) ※普通版額外收入歌曲
6. EASY GO(2009年6月10日)※移籍波麗佳音第2彈
  1. EASY GO (動畫『家庭教師HITMAN REBORN!』第6季片頭曲)
  2. Dead Or Alive　
  3. HOME
7. 欲情-libido-(2010年3月26日)
  1. libido
  2. Just You
  3. libido(Instrumental)
  4. Just You (Instrumental)
8. 灼熱フィンガーでFEVER！(2010年5月28日)
  1. 灼熱フィンガーでFEVER！
  2. BEACH
  3. 神様ヘルプ！
9. 軌跡(7周年紀念單曲)(2013年4月24日)
  1. 軌跡
  2. 軌跡(Instrumental)
  3. 千本櫻(A版收錄)
  4. 上弦之月(B版收錄)
  5. 千本櫻karaoke(A版收錄)
  6. 上弦之月karaoke(B版收錄)
10. Legend Is Born(2014年6月4日)
  1. Legend Is Born (動畫『魔神之骨』片頭曲)
  2. ひとりじゃない
  3. Legend Is Born（karaoke）
  4. ひとりじゃない（karaoke）
11. snowdrop(2014年12月3日)
  1. snowdrop(朝日電視台『BREAK OUT』2014年11月度片尾曲)
  2. stray cat
  3. snowdrop(karaoke)
  4. stray cat(karaoke)
12. 春恋/夢追人(2016年4月20日)※移籍Imperial Records第1彈
  1. 春恋
  2. 夢追人(東京電視台「開運!なんでも鑑定団」片尾曲【2016年4月～】)
  3. 春恋（Original・Karaoke）
  4. 夢追人（Original・Karaoke）
13. 夏恋/秋恋(2016年9月28日)※移籍Imperial Records第2彈
  1. 夏恋(CYBIRD美男系列『美男夏日祭』主题歌)
  2. 秋恋
  3. 夏恋（Instrumental）
  4. 秋恋（Instrumental）
14. 冬恋(2017年1月18日)※移籍Imperial Records第3彈
  1. 冬恋(東京電視台「なないろ日和!」節目主題曲（2017年1月～3月）
  2. Laugh & Peace（ALL ATTACK KK Live ver.）
  3. 冬恋（Instrumental）※只收錄在通常盤

### 專輯
1. The Prince of Tennis Best Actor's Series 002： 加藤和樹 as  跡部景吾
  1. 氷のエンペラー - Keigo Solo Edition
  2. Instrumental- 乾/海堂vs 宍戸/鳳
  3. Instrumental - 河村 vs 樺地
  4. 俺様の美技にブギウギ
  5. Instrumental - 手塚 vs 跡部
  6. Do Your Best - Keigo Solo Edition
  7. Higher
  8. Solitaire
  9. 加藤和樹 Message for you
  10. Flaming Ice
2. 出道mini專輯：Rough Diamond(2006年4月26日)
  1. WARNING
  2. 東京ダイヤモンド
  3. 君とずっと
  4. HIGHER DREAM
  5. ライン
  6. 夢でいいから
3. Face(2007年4月4日)
  1. Faith
  2. グローリー
  3. 僕らの未来～3月4日～
  4. そばにいて
  5. Carnation
  6. Lost time
  7. ユメヒコウキ
  8. Shake!! Shake!! Shake!!
  9. リアル
  10. Soul Survivor
  11. Starlight Dreamer
  12. Vampire
  13. one
4. in LOVE (2008年1月23日)
  1. ～Prologue～
  2. Wake up!
  3. impure love
  4. DRIVE ME WILD
  5. 砂の城
  6. instinctive love
  7. ～Intermission～
  8. Brilliant snow
  9. Love Bite
  10. Free
  11. Selfish Cat
  12. 片恋
  13. ～Epilogue～
  14. Melody LIVE 2007.10.13 at 日比谷野外音樂堂(CD ONLY額外收入歌曲)
5. GLAMOROUS BEAT(2009年7月15日)
  1. メラメラ
  2. EASY GO
  3. Kiss In Heaven
  4. What Can Tonight
  5. APORIA
  6. 星へ
  7. シュールなビートで眠りたい
  8. Hang Glider
  9. Say Good Bye
  10. Venom
  11. Fighting Road
  12. Fighting Road(Chinese Ver.)(台壓版特別收錄曲)
6. 第2張mini專輯：TOY BOX(2013年11月20日)
  1. LADY GO!!
  2. G線上のマリア
  3. セイテンノヘキレキ
  4. Dear my friend
  5. Memories　※只有CD ONLY盤收錄
  6. あいことば(日本電視台『ポシュレD深夜店』2013年11月度片頭曲)
7. 第3張mini專輯：EXCITING BOX(2015年4月29日)
  1. In the future
  2. Why
  3. Fighter
  4. Always lovin’ you
  5. My Girl
  6. Legend Is Born (ver.R)

## 其他主要作品

### 電視節目
- バクーンTV
- 怪傑えみちゃんねる
- なるトモ!(2回出演)
- バニラ気分
- 加藤和樹Men's Cafe
- 加藤和樹Shining Road（レギュラー出演）
- ーラの泉（ゲスト出演）
- 世界一受けたい授業（ゲスト出演）
- メレンゲの気持ち（ゲスト出演）
- ザ!世界仰天ニュース（ゲスト出演）
- ペケポン（ゲスト出演）
- くりぃむナントカ（ゲスト出演）
- ブサイク男爵（ゲスト出演）
- BOMBER-E（ゲスト出演）
- 音楽戦士（ゲスト出演）
- SHIBUYA DEEP A（ゲスト出演）
- WAYAYAあはっ!（ゲスト出演）
- 24時間テレビ（ゲスト出演）
- アンデュ（ゲスト出演）
- チュー'sDAYコミックス 侍チュート!（第20-22回，3回出演）
- ライオンのごきげんよう（ゲスト出演）
- ダウンタウンDX男と女のアブない聖夜SP（ゲスト出演）
- KAMIWAZA～神芸2012～（ゲスト出演）

### 電視劇
- 特命係長・只野仁／變身特派員（2003年7月 - 9月、朝日電視台）- 飾 春野哲夫
- 周三女性與愛與Mystery　警視廳心理分析搜査官・崎山知子２～雨に歪む女的殺意（2004年6月、東京電視台）
- 熟女拉警報第六話（2005年5月、關西電視台)
- 假面騎士KABUTO(2006年) - 風間大介 / 假面騎士 Drake役
- 地獄少女 (2006年)- 飾 一目連
- 魚干女又怎樣(2007年) - 飾 手嶋誠
- メルドラ'08 (2008年)(第3話) - 飾 田端祐志 (主演)
- cafe吉祥寺(2008年) - 飾 城田涼
- 俺們是天使！NO ANGEL NO LUCK(2009年) - 飾 真田凛太郎 (友情出演1-13)
- あり得ない！第2話「24時間後の花嫁」(2010年1月20日) - 飾 津田啓太
- 靛青之夜(2010年) - 飾 憂夜
- 黑金丑島君 第3話 - 5話（2010年10月-11月、毎日放送） - 飾 森下タク
- 毒姫與我（2011年9月-10月、東海電視台） - 飾 君嶋潤
- Fallen Angel(日文)（页面存档备份，存于）（2012年1月21日～、BS朝日） - 飾 相葉翼(主演)
- 愛上我的甜品店（2012年1月22日～、LaLa TV、LISMO Drama!） - 飾 成瀬 隼人
- 紅線之女（2012年9月 - 、東海テレビ） - 飾 石母田栃彦
- 乾杯戰士After V（2014年、東名阪net6・5いっしょ3ちゃんねる） - 飾 Treasure Blue
- 為什麼東堂院聖也16 歲還交不到女朋友？（2014年10月 - 12月、名古屋電視台） - 飾 須磨前輩
- 薄櫻鬼SSL 〜sweet school life〜（2015年9月24日 - 10月29日、TOKYO MX） - 飾 近藤勇（特別出演）
- 新★乾杯戰士After V（2015年10月、東名阪net6・5いっしょ3ちゃんねる） - 飾 Treasure Blue

### 電影
- 劇場版 假面騎士 Kabuto GOD SPEED LOVE（2006年）- 飾 風間大介/假面騎士Drake
- 假面騎士 THE NEXT（2007年）- 飾 風見志郎 /假面騎士V3
- 髪がかり（2008年）-  飾 平野俊介
- Happy darts（2008年）- 飾 篠塚慶介
- 基拉拉的逆襲 洞爺湖最高級會議危機一髮（2008年）- 飾 戸山三平
- 貓先生拉麵屋（2008年）- 飾 田中康一
- 戀極星（2009年）- 飾 舟曳颯太
- 灣岸Mid-Night Maximum Tune | 灣岸MIDNIGHT THE MOVIE（2009年）- 飾 島達也
- DEAR HEART（2009年）- 飾 武
- 我們正等待早晨（無限延期/原預定2010年2月）- 飾 ヒロ(主演)
- 最高でダメな男・築地編（2010年）- 飾 祐也
- 神啊救救我（2010年）- 飾 敦夫/佐藤隆
- 前橋視覺系（2011年）- 飾 鈍牛・ 龍二
- ガクドリ（2011年）- 飾 速水俊足
- Vampire Stories　BROTHERS篇、CHASERS篇（2011年）- 飾 アイ
- CM Time | 廣告時間（2012年）- 飾 レオナルド八田
- Talk To The Dead（2013年）- 飾 三枝亮
- 柑橘醬夫人的異常之謎〜出題篇/解答篇〜（2013年） - 飾 浜慎太郎
- 薄櫻鬼SSL〜sweet school life〜（2016年） - 飾 近藤勇（特別出演）
- 真田十勇士（2016年）- 飾 由利鎌之助

### 舞台劇
- 《網球王子舞台劇》 - 飾 跡部景吾)
  - The Imperial Match 氷帝学園
  - The Imperial Match 氷帝学園 in winter 2005-2006
  - Dream Live 3rd
  - Advancement Match 六角 feat. 氷帝学園
  - Dream Live 4th(映像出演)
  - The Imperial Presence氷帝　feat. 比嘉
- bambino+ - 飾 謎の男(映像出演)
- bambino2 - 飾 青山隆一
- 罠（2009年） - 飾 ダニエル(主役)
- 朗読劇 罠（2009年8月8日）- 飾 ダニエル
- King of the Blue（2010年1月）- 玄武
- 罠（2010年） - 飾 ダニエル
- 朗読　腦海中的橡皮擦（2010年） - 飾 浩介
- 朗読　罠（2010年） - 飾 ダニエル
- 朗読劇 夏の夜の夢語り（2010年8月8日）
- 陰陽師～Light and Shadow～（2011年） - 飾 如月
- 愛が殺せとささやいた（2011年） - 飾 幸一郎
- 愛上我的甜品店（2011年） - 飾 成瀬 隼人（※映像出演）
- Recipient（2012年） - 飾 会田（主演）
- 咖啡王子1號店（2012年） - 飾 盧善奇
- 朗読劇 夏日大作戰（2012年6月） - 飾 小磯健二
- 朗読劇 腦海中的橡皮擦 in OSAKA（2012年7月） - 飾 浩介
- 南總里見八犬傳 | 里見八犬伝（2012年11月）- 飾 犬山 道節 忠與
- 朗読劇 有尾巴的朋友（2012年12月）- 飾 小太郎/クッキー
- niconico動畫 | niconico Musical 千本櫻（2013年3月） - 飾 靑音海斗（主演）
- 朗読劇 有尾巴的朋友2 （2013年4月）- 飾 小太郎/ルパン
- 黑白棋（2013年6月） - 飾 キャシオ
- 羅密歐與茱麗葉（2013年9月-10月） - 飾 鐵豹
- 朗読劇 有尾巴的朋友3 （2013年11月）- 飾 白鳥浩平/甚八
- 真田十勇士（2014年1月-2月） - 飾 由利鎌之助
- Lady Bess（2014年4月-9月） - 飾 Robin Black
- Leading Drama その後のふたり（2014年7月）- 飾 純哉
- SONG OF SOULS -慶長幻魔戦記-（2014年11月） - 飾 天海
- Bombay Dreams（2015年1月-2月） - 飾 維克拉姆
- 鐵達尼號（2015年3月-4月） - 飾 湯瑪斯·安德魯斯（主演）
- 朗読劇 腦海中的橡皮擦 7th letter（2015年4月-5月） - 飾 浩介
- 培爾·金特（2015年7月） - 飾 阿斯拉克（鐵匠）/埃貝克夫（培爾·金特的遊伴）/貝葛利芬費爾特博士（瘋人院院長）
- No.9-不滅的旋律-（2015年10-11月） - 飾 路德維希·范·貝多芬
- 1789 -巴士底獄的戀人們-（2016年4月-6月） - 飾 羅南·馬聚里耶（主演）
- スペクタクル時代劇 真田十勇士（2016年9-10月） - 飾 霧隠才蔵
- フランケンシュタイン（2017年1月-2月） - 飾 アンリ・デュプレ/怪物

### 聲優

#### 遊戲
2014年
- 【PSV】戦場の円舞曲（Lustin）

2015年
- イケメン戦国◆時をかける恋（伊達政宗）

2017年
- 夢王國與沉睡中的100位王子殿下（震）

2018年
- 問答RPG 魔法使與黑貓維茲（雷迪厄斯‧利維斯）

2020年
- ディズニーツイステッドワンダーランド（Malleus Draconia）

2021年
- イケメン王子~美女と野獣の最後の恋（里昂＝唐普特）

#### 電視動畫
2010年
- 家庭教師HITMAN REBORN!（桔梗）

2013年
- 義風堂堂！！兼續和慶次（石田三成）

2016年
- B-PROJECT ～鼓動＊Ambitious～（愛染健十）

2017年
- KAITO×ANSA（阿園魁斗）
- 美男戰國◆雖然穿越時空卻沒有開始戀愛（伊達政宗）

2019年
- B-PROJECT ～絕頂＊Emotion～（愛染健十）

2023年
- B-PROJECT ～熱烈＊Love Call～（愛染健十[1]）

#### 動畫電影
2022年
- 怪盜皇后喜歡馬戲團（Joker）

2025年
- 凡爾賽玫瑰（漢斯·亞克塞爾·馮·菲爾遜[2]）
- 怪盜皇后的優雅假期（Joker[3]）

#### 網路動畫
2025年
- 迪士尼 扭曲仙境 動畫版（Malleus Draconia[4]）

### 廣播
- マベラヂオ(文化放送)
- MusicQ(岐阜エフエム放送)
- ゴチャ・まぜ!](MBS)

### 網路放送
- ブギウギ★Night（ニコニコ生放送、2010年12月 - ） - 與八神蓮、Kimeru兩人共同出演
- ガチ酔いJOKER（アメーバスタジオ、2012年9月 - 2013年2月，2月28日最終回放送） -主要出演
- ～男女探求バラエティ～妖しきボロ酔いの館（アメーバスタジオ、2013年4月 - ）
- Bプロラジオ「ガンダーラBB」（ニコニコ生放送、2015年9月 - ） - 與豊永利行共同為主要主持者
- イケメン戦国生ラジオ〜今夜は朝まで離さない〜（ニコニコ生放送、2015年9月 - ）- 與赤羽根健治共同為主要主持者
- KK チャンネル「4K Radio」（ニコニコ生放送、2015年12月 - ） - 與鎌苅健太共同為主要主持者

### DVD
- 『MEN'S DVD SERIES』—加藤和樹 55mm ：2006年 3月 15日發售
- Kazuki Kato Live“GIG”2006(2006年8月25日發售)
- Kazuki Kato 1st Anniversary Special Live "GIG" 2007(2007年7月25日發售)
- Kato Kazuki 3rd ANNIVERSARY SPECIAL LIVE "GIG" 2009 ～Shining Road～(2009年9月2日發售)
- 家庭教師 HITMAN REBORN! REBOCON最強嘉年華4 BLUE（2011年2月16日發售）
- DVD Drama スミレ刑事の花咲く事件簿 episode 3（2011年5月2日發售） - 雛形智充 役
- 家庭教師HITMAN REBORN! REBOCON最強嘉年華收藏DVD ver.米爾菲歐雷（2012年9月19日發售）
- JOKER 1st Live DVD「ALIVE I」（2012年9月26日發售）
- Kazuki Kato Live "GIG" Tour 2014 〜Sing A Song Fighter〜 in Zepp DiverCity TOKYO（2014年12月24日發售）
- 裸の時間〜若き才能〜Vol.4　俳優・Artist：加藤和樹（2015年4月15日發售）
- ブギウギ★Night 2010〜2011 1st（2015年12月28日發售）
- Kazuki Kato 10th Anniversary Special Live "GIG" 2016～Laugh&Peace～「COUNT DOWN KK」（2016年7月20日発發售）
- Kazuki Kato 10th Anniversary Special Live "GIG" 2016～laugh&Peace～ ALL ATTACK KK【DAY-1】（2016年12月14日發售）
- Kazuki Kato 10th Anniversary Special Live "GIG" 2016～laugh&Peace～ ALL ATTACK KK【DAY-2】（2017年3月1日發售）
- B-PROJECT～鼓動＊アンビシャス～ BRILLIANT＊PARTY（2017年3月22日發售）

### PV演出
- 誓いのうた duet with KG Mye

### 寫真集
- VOYAGE
- 加藤和樹アーティストブック「SINGER」-Rough Diamond-
- 加藤和樹デビュー1周年記念ブック「BREAK!」
- 加藤和樹5周年記念アーティストブック『FIVE-inside of K-』
- 加藤和樹10周年記念 PHOTOBOOK『KAZUKI KATO 10TH ANNIVERSARY SPECIAL LIVE"GIG"2016~LAUGH&PEACE~』

## 相關網站
- 官方網站（页面存档备份，存于）
- 加藤和樹官方blog（页面存档备份，存于）
- 加藤和樹 IMPERIAL RECORD OFFICIAL SITE（页面存档备份，存于）
- 加藤和樹 Team Entertainment OFFICIAL SITE（页面存档备份，存于）
- 加藤和樹 avex 官方網站（页面存档备份，存于）
- 加藤和樹　PONYCANYON 官方網站